# 방울벌레
방울벌레는 한국, 중국, 일본 등 아시아에 서식하는 귀뚜라미과의 곤충이다. 방울소리와 같은 울음소리를 내기 때문에 방울벌레라고 불린다.

## 사육
방울벌레는 그 소리가 아름답기 때문에 일본에서는 대중적으로 사육되고 있다. 사육방법은 일반적인 귀뚜라미의 사육법과 동일하다.

## 아종
- M. japonica japonica (Haan, 1844)
- M. japonica yunnanensis (Yin, 1998) - 중국 남부, 베트남.